# Villasavary
Villasavary település Franciaországban, Aude megyében. Lakosainak száma 1216 fő (2022. január 1.). Villasavary Bram, La Cassaigne, Fanjeaux, Laurabuc, Laurac, Pexiora, Villepinte és Villesiscle községekkel határos.

## Népesség
A település népessége az elmúlt években az alábbi módon változott:
| Lakosok száma | 885  | 819  | 758  | 1049 | 1250 | 1218 | 1209 | 1211 | 1212 | 1216 |
|               | 1968 | 1982 | 1990 | 2006 | 2013 | 2015 | 2017 | 2019 | 2020 | 2022 |